# Mali Budîșcea, Hadeaci
Mali Budîșcea (în ucraineană Малі Будища) este un sat în comuna Sarî din raionul Hadeaci, regiunea Poltava, Ucraina.

## Demografie
Componența lingvistică a localității Mali Budîșcea
     Ucraineană (96,83%)
     Rusă (3,17%)
Conform recensământului din 2001, majoritatea populației localității Mali Budîșcea era vorbitoare de ucraineană (96,83%), existând în minoritate și vorbitori de rusă (3,17%).